# Gare de Metz-Ville
Gare de Metz-Ville vasútállomás Franciaországban, Metz településen.

## Vasútvonalak
Az állomást az alábbi vasútvonalak érintik:
- Lérouville-Metz-Ville-vasútvonal
- Metz-Ville-Zoufftgen-vasútvonal
- Réding–Metz-Ville-vasútvonal
- Metz–Anzeling-vasútvonal
- Metz–Château-Salins-vasútvonal
- Conflans - Jarny-Metz-Ville-vasútvonal

## Kapcsolódó állomások
A vasútállomáshoz az alábbi állomások vannak a legközelebb:
- Gare de Walygator-Parc
- Gare d’Ars-sur-Moselle
- Gare de Rémilly
- Gare de Metz-Nord
- Gare de Peltre
- Gare d’Onville